# Cañón Mk45 de calibre 5"/54
El cañón Mk45 de calibre 5"/54 es un moderno sistema de artillería naval de Estados Unidos que consiste en dos partes principales, el cañón Mark 19 L54 de 5 pulgadas (127 mm) y el afuste Mark 45. Está diseñado para ser utilizado contra buques de superficie, para uso antiaéreo y bombardeos costeros con el fin de apoyar operaciones anfibias.
El afuste del arma cuenta con un cargador automático con una capacidad de 20 proyectiles. Estos pueden ser disparados de forma completamente automática, llevándole un poco más de un minuto el agotar el cargador completo. Para el uso sostenido, el montaje del arma sería ocupado (por debajo de la cubierta) por una tripulación de tres hombres (el capitán de armas, el artillero, y el cargador) para mantener el arma abastecida de proyectiles.

## Historia
El desarrollo comenzó en la década de 1960 como un reemplazo para el sistema 5-inch/54 Mark 42 con un montaje nuevo, más ligero y más fácil de mantener. Desde antes de la Segunda Guerra Mundial, el 5" (127 mm) ha sido el calibre estándar para los buques de guerra estadounidenses. Su cadencia de fuego es inferior a los cañones británicos de 4,5 pulgadas (114 mm), pero dispara un proyectil más pesado, y lleva una mayor carga explosiva que aumenta su eficacia contra las aeronaves.

## Variantes
- Mod. 0: usa un ajustador de espoletas mecánico. Su caña con ánima estriada es de dos piezas, con funda reemplazable.
- Mod. 1: el ajustador de espoletas mecánico es reemplazado por uno electrónico. Su caña con ánima estriada es de una sola pieza, que tiene una vida útil de aproximadamente el doble de la del cañón Mark 42.
- Mod. 2: versión de exportación del Mod 1, pero ahora se utiliza en la Armada de los Estados Unidos
- Mod. 3: mismo cañón pero con un sistema de control nuevo, nunca entró en producción.
- Mod. 4: cañón más largo (62 calibres de longitud frente a 54) para una combustión más completa de la carga propulsora y una velocidad más alta,[1] siendo más eficaz para ataques a tierra. Además, el Mk 45 mod 4 emplea una torreta modificada con lados planos, diseñada para reducir su firma de radar.

Nota
En las operaciones de fuego sostenido, el cañón está servido por un equipo de tres personas, todas ellas situadas bajo cubierta; se trata de un capitán de armas, un artillero, y el cargador de municiones. En las operaciones de fuego no sostenido, el arma puede ser disparada desde su afuste sin ningún tipo de personal. Sin embargo, el fuego sostenido se limita a la capacidad del cargador automático (20 disparos).

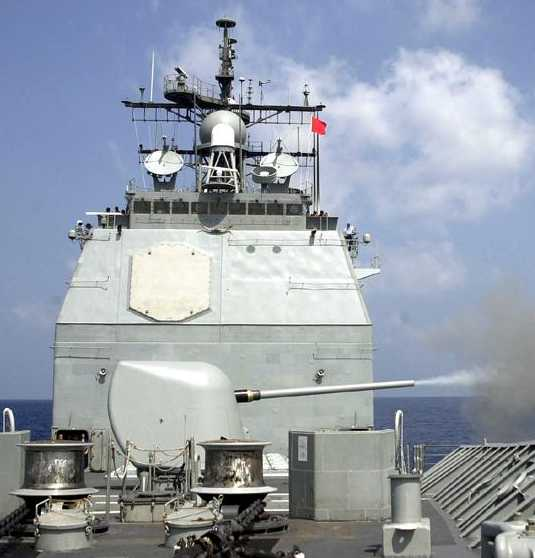
El USS Cowpens (CG-63) dispara su Mark 45 mod 2

## Operadores
Estados Unidos
Armada de los Estados Unidos
Buques activos:
- Destructores clase Arleigh Burke:
  - DDG 51–80: mod 2
  - DDG 81–112: mod 4
- Cruceros clase Ticonderoga: mod 2
  - CG-52: mod 4 después de la modernización
- Buques de asalto anfibio clase Tarawa (más tarde retirados)

Retirados:
- Destructores clase California
- Destructores clase Kidd
- Destructores clase Spruance
- Cruceros clase Virginia

 Australia
Royal Australian Navy
- Fragatas clase ANZAC
- Clase Hobart

 Dinamarca
Armada Real Danesa
- Buques de mando Clase Absalon

 Grecia
Armada Griega

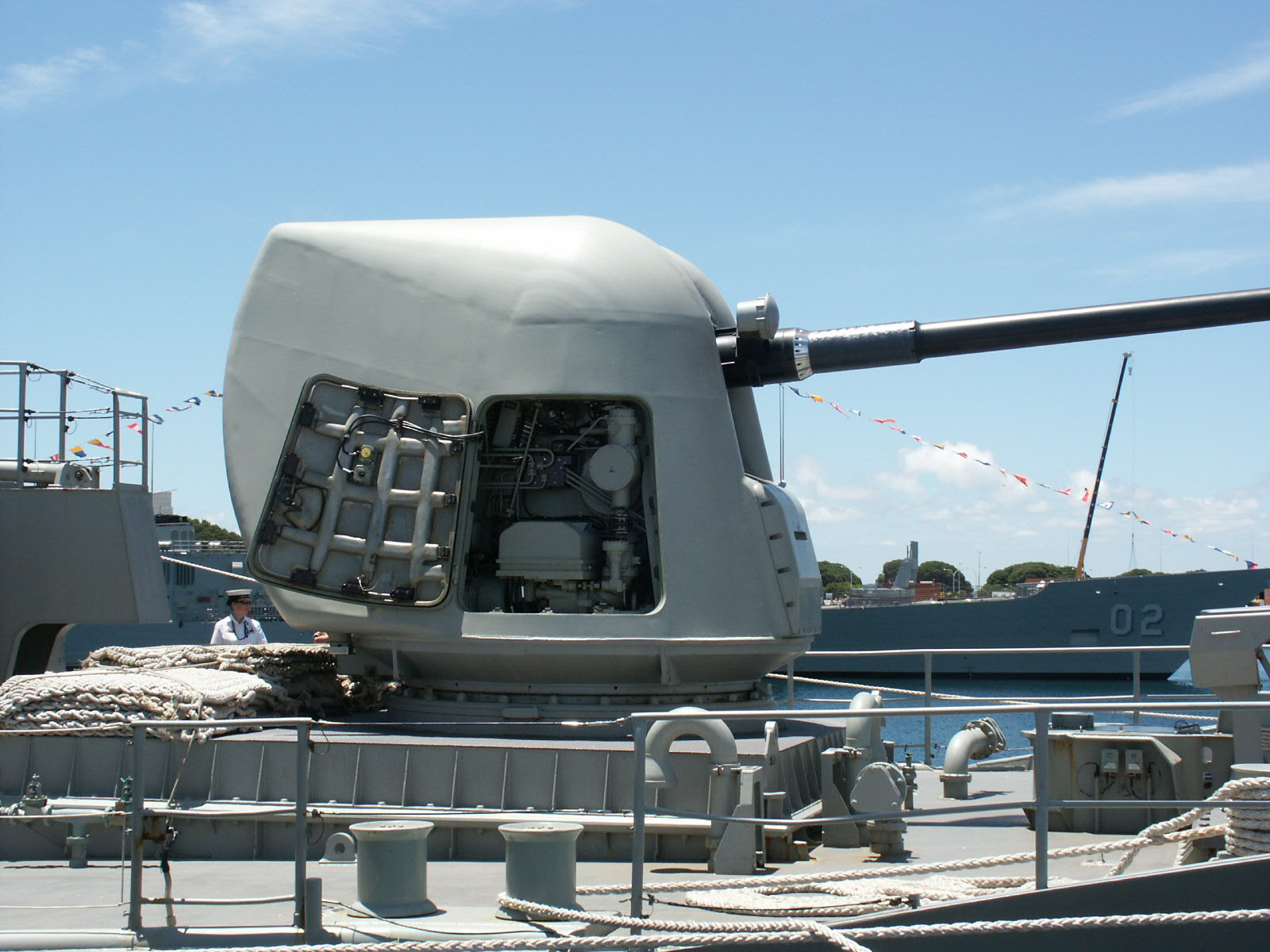
Cañón Mark 45 en la HMAS Arunta (FFH 151)

- Fragatas clase Hydra (MEKO 200 HN)

 Japón
Fuerza Marítima de Autodefensa de Japón
- Destructores clase Atago: mod 4
- Destructores clase Akizuki

 Corea del Sur
Armada de la República de Corea
- Destructores clase Rey Sejong el Grande: mod 4
- Destructores clase Chungmugong Yi Sun-sin: mod 4

 Nueva Zelanda
Royal New Zealand Navy
- Fragatas clase ANZAC

 España
Armada Española  -Fragatas clase Álvaro de Bazán
 Taiwán
Armada de la República de China
- Destructores clase Kee Lung

 Tailandia
Armada Real de Tailandia
- Fragatas clase Naresuan

 Turquía
Armada Turca
- Fragatas clase Salih Reis (MEKO 200 TN II-B)
- Fragatas clase Bárbaros (MEKO 200 TN II-A)
- Fragatas clase Yavuz (MEKO 200 TN)